# 聖拉斐爾阿瓦霍區
聖拉斐爾阿瓦霍區（西班牙語：San Rafael Abajo），是哥斯達黎加的一個區，位於該國中部聖何塞省，始建於1968年，面積1.99平方公里，2011年人口23,283，人口密度每平方公里11,700人。